# انتونیو پوئرتاس
انتونیو پوئرتاس (انگلیسی: Antonio Puertas؛ زادهٔ ۲۱ فوریهٔ ۱۹۹۲) بازیکن فوتبال اهل اسپانیا است.
از باشگاه‌هایی که در آن بازی کرده‌است می‌توان به باشگاه فوتبال آلمریا اشاره کرد.